# 邢智勇
邢智勇（1928年7月—2011年1月20日），山东省荣成市东山镇（今東山街道）邢家村人，中国政治人物。
国共内战期间，加入八路军胶东军区东海军分区司令部。担任山东军区警备第四旅司令部、第六师司令部，华东野战军九纵26师司令部缮写员，27军80师司令部测绘员，参加孟良崮战役、济南战役、淮海战役、渡江战役、上海战役等。中华人民共和国成立后，担任27军80师司令部作战科参谋，后参加朝鲜战争。1955年，担任第80师司令部军务科副科长。之后进入总参谋部军务部，历任副部长。1985年7月，任部长。1988年9月被授予少将军衔。2011年1月20日，在北京逝世，享年83岁。